# Zhou Wenwang

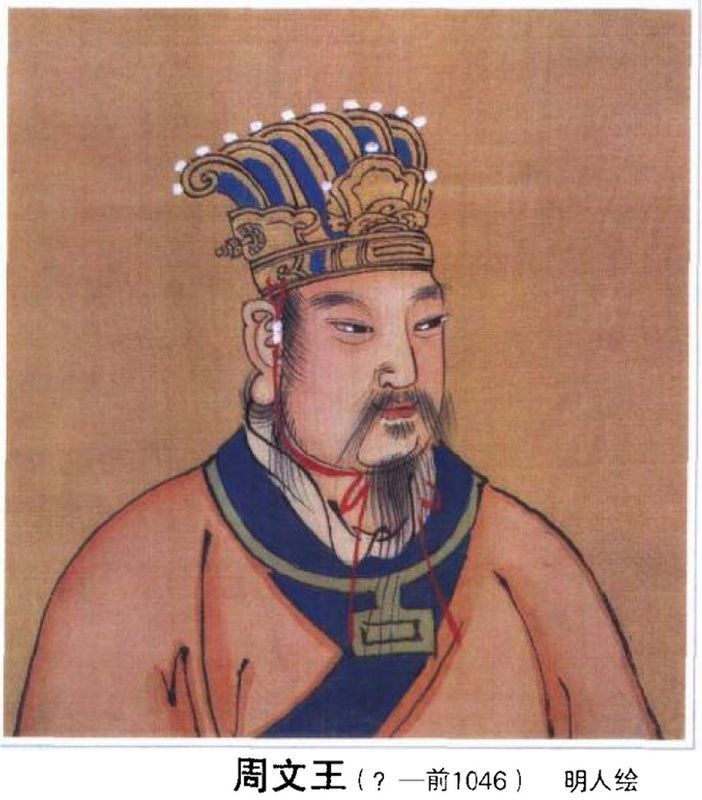
Wen van Zhou

Wen van Zhou was in de eerste helft van de 11e eeuw v.Chr. koning van het Zhou-volk dat in het gebied van de huidige Chinese provincie Shaanxi woonde. Zijn persoonlijke naam was Chang en hij was de zoon van koning Ji van Zhou, die door de koning van de Shang-dynastie was vermoord. Zijn postume naam Wen betekent "de Gecultiveerde Koning".
Koning Wen voerde een tegen de Shang-dynastie gerichte politiek. Hij voorkwam dat de Shang nog slaven aantrok die toebehoorden aan andere stammen en verkreeg daarmee veel sympathie van die stammen. Verder viel hij de aan zijn oostgrens gelegen Chong-stam aan die verbonden was met de Shang en maakte vele Chong-leden tot slaaf. Aan het einde van zijn bewind was het Zhou-gebied uitgebreid naar het zuidwesten van de huidige provincie Shanxi en het westen van de huidige provincie Henan en vormde het een bedreiging voor de Shang-hoofdstad Zhaoge.
Wen werd opgevolgd door zijn zoon Ji Fa, die als koning Wu de eerste koning van de Zhou-dynastie was.